# Plac Przyjaciół z Miszkolca w Katowicach
Plac Przyjaciół z Miszkolca w Katowicach − jeden z głównych placów miasta, położony w katowickiej dzielnicy Śródmieście, przy ul. Sokolskiej.

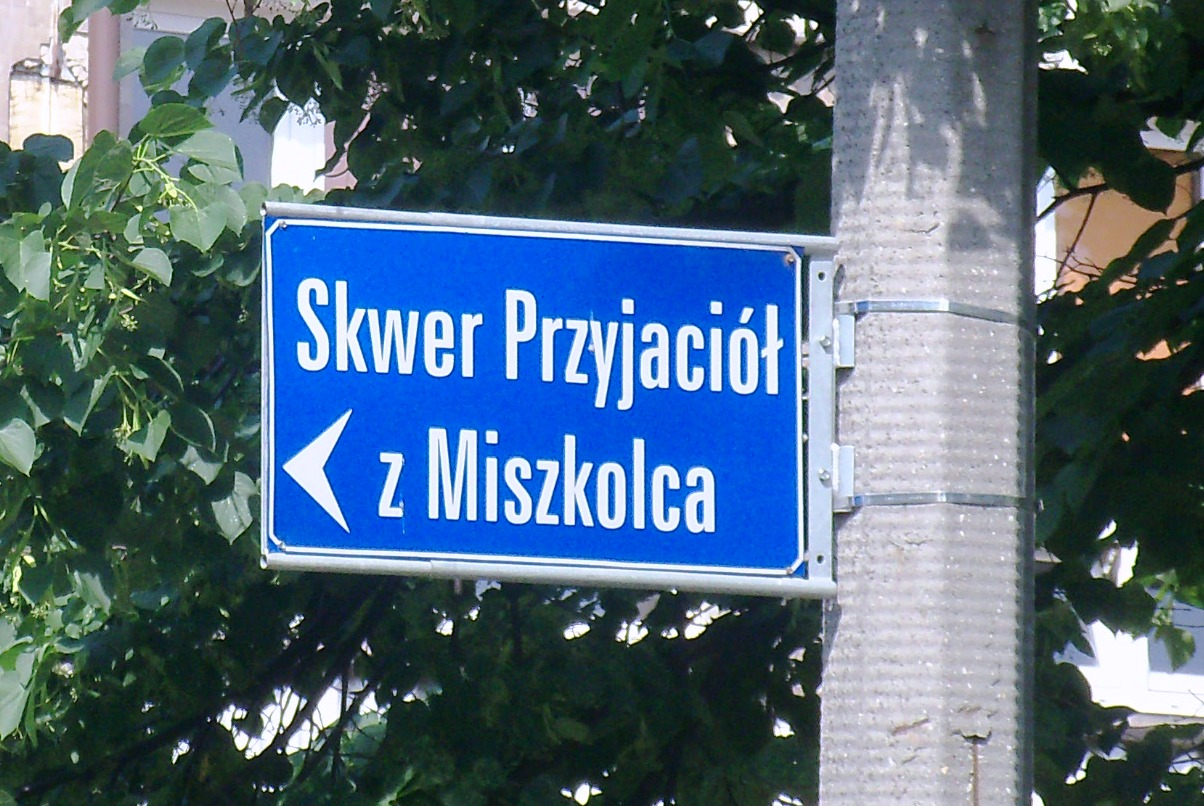
Tabliczka ze starą nazwą (sprzed zmiany w 2014)

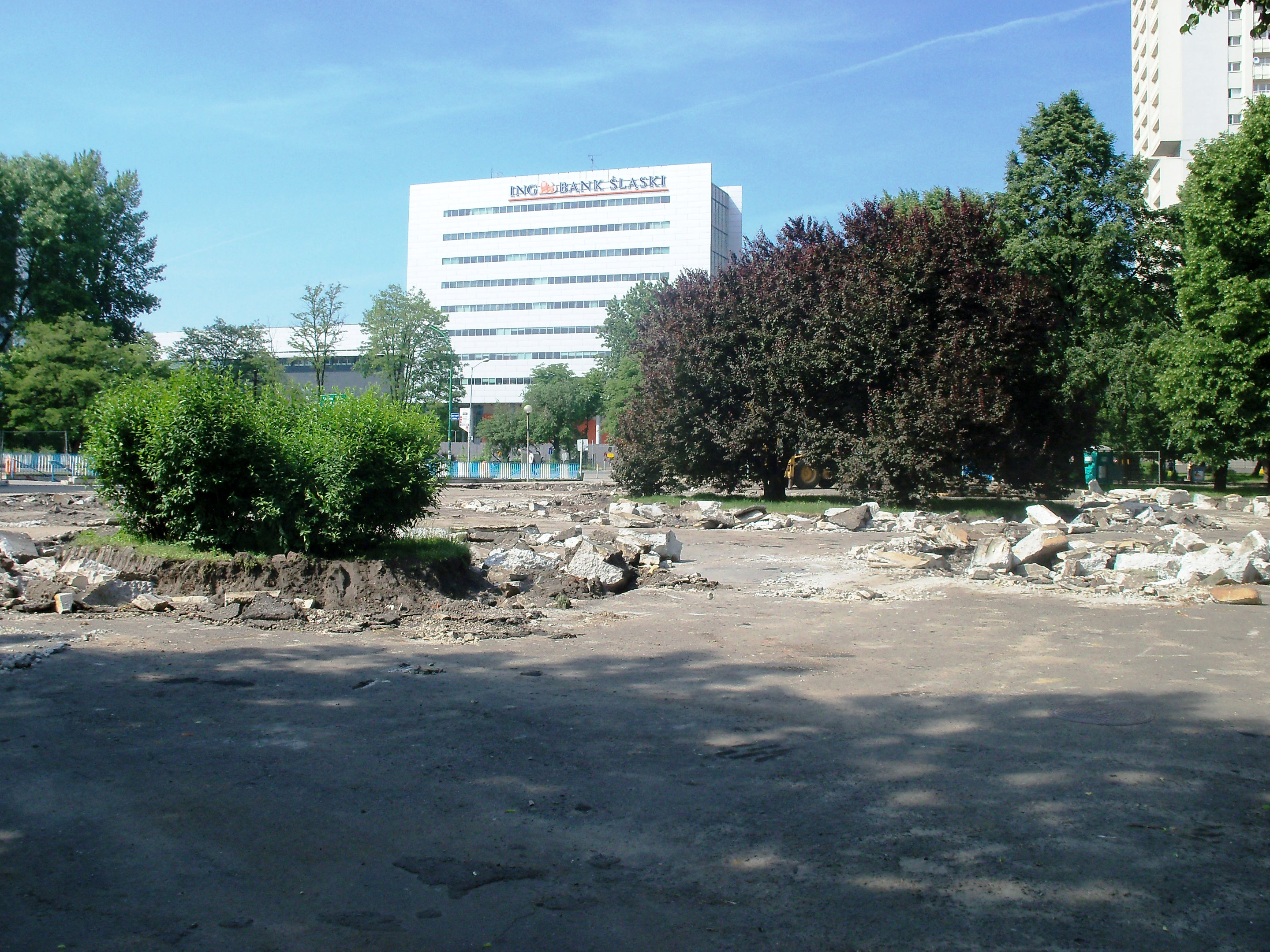
Przebudowa placu w 2011

Plac został wytyczony w drugiej połowie XX wieku. Nazwa skwer Przyjaciół z Miszkolca została wprowadzona uchwałą Rady Miasta Katowice z 22 czerwca 2009. Plac nosi nazwę węgierskiego miasta Miszkolc, które jest miastem partnerskim Katowic. Wśród propozycji nazwania placu był również Skwer Miszkolcki. 26 marca 2014 dotychczasowa nazwa skwer została zamieniona na plac.
W 2006 powstały pierwsze plany przebudowy placu. W 2011 ruszyła jego modernizacja. Znalazły się tu między innymi "tęczowe ławki" projektu Kariny Gniłki oraz fontanny. Prace modernizacyjne rozpoczęły się 1 czerwca 2011, a zakończyły w połowie grudnia 2011 roku. Koszt przebudowy wyniósł około 3,2 mln złotych.
Plac sąsiaduje z Haperowcem i budynkami szkolnymi. Jego południową część ogranicza Rawa.